# Episodi di Dynasty (terza stagione)
La terza stagione della serie televisiva Dynasty è stata trasmessa per la prima volta negli Stati Uniti sulla ABC il 29 settembre 1982 e si è conclusa il 20 aprile 1983, posizionandosi al 5º posto nei rating Nielsen di fine anno con il 22,4% di penetrazione e con una media superiore ai 18 milioni di spettatori.
In Italia è stata trasmessa per la prima volta su Rete 4 a partire dal 6 aprile 1983, come continuazione della seconda stagione, rendendo vano il cliffhanger di fine stagione di quest'ultima (l'incidente di Blake in montagna e il rapimento del figlio di Fallon).
Il cliffhanger in finale di stagione vede Alexis e Krystle intrappolate in un cottage di montagna dato alle fiamme.
Per l'intera stagione, i soggettisti Eileen e Robert Pollock e lo sceneggiatore Edward DeBlasio sono stati accreditati rispettivamente come Eileen e Robert Mason Pollock ed Edward De Blasio.
| nº | Titolo originale     | Titolo italiano           | Prima TV USA      | Prima TV Italia  |
| -- | -------------------- | ------------------------- | ----------------- | ---------------- |
| 1  | The Plea             | Appello televisivo        | 29 settembre 1982 | 6 aprile 1983    |
| 2  | The Roof             | Angoscioso confronto      | 6 ottobre 1982    |                  |
| 3  | The Wedding          | Matrimonio in extremis    | 20 ottobre 1982   | 22 aprile 1983   |
| 4  | The Will             | Il testamento             | 27 ottobre 1982   | 29 aprile 1983   |
| 5  | The Siblings         | Attrazione proibita       | 3 novembre 1982   | 6 maggio 1983    |
| 6  | Mark                 | Mark                      | 10 novembre 1982  | 13 maggio 1983   |
| 7  | Kirby                | Kirby                     | 17 novembre 1982  | 18 maggio 1983   |
| 8  | La Mirage            | La Mirage                 | 24 novembre 1982  |                  |
| 9  | Acapulco             | Indagini ad Acapulco      | 1º dicembre 1982  |                  |
| 10 | The Locket           | Fumi tossici              | 8 dicembre 1982   | 25 maggio 1983   |
| 11 | The Search           | Ricerca disperata         | 15 dicembre 1982  | 27 maggio 1983   |
| 12 | Samantha             | Il ritorno di Samantha    | 29 dicembre 1982  | 3 giugno 1983    |
| 13 | Danny                | Adozione in vendita       | 5 gennaio 1983    | 10 giugno 1983   |
| 14 | Madness              | Pazzia                    | 12 gennaio 1983   | 7 ottobre 1983   |
| 15 | Two Flights To Haiti | Paura per Jeff            | 26 gennaio 1983   | 14 ottobre 1983  |
| 16 | The Mirror           | Un nuovo volto            | 4 febbraio 1983   |                  |
| 17 | Battle Lines         | Senza esclusione di colpi | 16 febbraio 1983  | 28 ottobre 1983  |
| 18 | Reunion in Singapore | Finalmente riuniti        | 25 febbraio 1983  | 11 novembre 1983 |
| 19 | Fathers and Sons     | Di nuovo a casa           | 3 marzo 1983      | 11 novembre 1983 |
| 20 | The Downstairs Bride | Padre e figlio            | 9 marzo 1983      | 18 novembre 1983 |
| 21 | The Vote             | Voto di fiducia           | 16 marzo 1983     | 25 novembre 1983 |
| 22 | The Dinner           | Cena a sorpresa           | 30 marzo 1983     | 2 dicembre 1983  |
| 23 | The Threat           | Minacce                   | 13 aprile 1983    | 9 dicembre 1983  |
| 24 | The Cabin            | Trappola mortale          | 20 aprile 1983    | 16 dicembre 1983 |

Cast regolare:

Il figlio ritrovato.
Episodio 4, Il testamento.

- Kathleen Beller (Kirby Anders) – episodi 7/24
- Pamela Bellwood (Claudia Blaisdel) – episodi 1/3, 22
- Lee Bergere (Joseph Anders)
- Lloyd Bochner (Cecil Colby) – episodi 1/3
- Jack Coleman (Steven Carrington) – episodi 18/24
- Joan Collins (Alexis Carrington Colby)
- Linda Evans (Krystle Carrington)
- John Forsythe (Blake Carrington)
- John James (Jeff Colby)
- Heather Locklear (Sammy Jo Carrington) – episodi 12, 13, 20
- Pamela Sue Martin (Fallon Carrington Colby)
- Geoffrey Scott (Mark Jennings) – episodi 6/24
- Gordon Thomson (Adam Carrington)

## Appello televisivo
- Titolo originale: The Plea
- Diretto da: Irving J. Moore
- Scritto da: Eileen e Robert Pollock (soggetto); Edward DeBlasio (sceneggiatura)

### Trama
Krystle va alla ricerca di Blake e lo trova esanime nei pressi della montagna, mentre di Nick Toscanni si sono perse le tracce. Intanto, Jeff e Fallon cominciano a sospettare che sia stata l'infermiera Susan, anch'ella scomparsa, a rapire Little Blake. Quando la donna riappare, e ne viene accertata l'innocenza, i sospetti ricadono su un anziano guardiano del cimitero, Alfred Grimes. Blake giunge in ospedale e viene sottoposto a controlli. Anche Cecil Colby viene tenuto sotto osservazione, dopo il suo infarto. Alexis, al suo capezzale, cerca di convincerlo a sposarla anche in quella circostanza ma l'uomo è troppo debole. L'indomani, Blake e Alexis fanno un appello televisivo per ritrovare il loro nipotino. Alexis parla in diretta tv del loro primo figlio, Adam, anch'egli scomparso in circostanze misteriose 25 anni prima. In quell'istante, nel Montana, una donna, in punto di morte, rivela la verità al suo giovane nipote. Il suo nome non è Michael Torrance, come ha sempre creduto, ma Adam Alexander Carrington.
- Altri interpreti: Christine Belford (Susan Farragut), John Carter (Dott. Osgood), Don Dubbins (Dott. Louden), Tim O'Connor (Thomas Crayford), Arlen Dean Snyder (Sergente Cobb), Robert Symonds (Dott. Jonas Edwards), Lurene Tuttle (Kate Torrance)

## Angoscioso confronto
- Titolo originale: The Roof
- Diretto da: Gwen Arner
- Scritto da: Eileen e Robert Pollock (soggetto); Edward DeBlasio (sceneggiatura)

### Trama
Michael Torrance giunge a Denver per cercare di scoprire la verità. Intanto, Alexis e Cecil decidono di sposarsi in ospedale. Sebbene la polizia sia concentrata sulle ricerche di Nick Toscanni e Farouk Ahmed, sospettati di aver rapito il piccolo Blake, Claudia scompare misteriosamente e l'evento insospettisce Blake. Quando la direttrice dell'hotel dove si è rifugiata Claudia vede la sua foto in un notiziario televisivo, la donna chiama la polizia. Braccata dai poliziotti, Clauda si reca sul tetto dell'edificio con in braccio un bambino che lei chiama Lindsay. Blake e Fallon cercano di farla ragionare, ma Claudia non vuole sentire ragioni, e nel momento di sfuggire ancora alla polizia, inciampa e lascia cadere il bambino, che si rivelerà essere solo un bambolotto.
- Altri interpreti: R.G. Armstrong (Alfred Grimes), Kabir Bedi (Farouk Ahmed), Christine Belford (Susan Farragut), Joanne Linville (Claire Maynard), Robert Symonds (Dott. Jonas Edwards), Lurene Tuttle (Kate Torrance), James Wainwright (Capt. Lockwood)

## Matrimonio in extremis
- Titolo originale: The Wedding
- Diretto da: Irving J. Moore
- Scritto da: Eileen e Robert Pollock (soggetto); Jeffrey Lane (sceneggiatura)

### Trama
Nel corso delle ricerche di Little Blake, Jeff riferisce a Blake che Alfred Grimes conosce Nick Toscanni (fuggito in Medio Oriente) e questa cosa li insospettisce. Quando si recano, con la polizia, a casa sua, trovano il piccolo Blake. Alfred Grimes confessa di essere stato pagato da Nick Toscanni. In quel frangente, Blake dice a Jeff che Alfred è il padre di Roger Grimes, l'ex-amante di Alexis al tempo del loro matrimonio. Nonostante i dottori non siano d'accordo, Cecil è sempre più intenzionato a celebrare il suo matrimonio con Alexis nella sua stanza d'ospedale. Intanto Fallon fa licenziare Susan, anche se del tutto estranea al rapimento del piccolo Blake, e dice a suo padre di voler lasciare casa Carrington e trovarsi un'occupazione. Blake le propone di assumere la direzione di una delle sue società, e lei sceglie l'hotel La Mirada, con l'intenzione di rinnovarlo. Adam si reca alla Denver-Carrington per incontrare Blake, ma quando dice a quest'ultimo di essere suo figlio scomparso, Blake non gli crede. Finalmente Cecil e Alexis diventano marito e moglie, ma la loro unione ha breve durata: Cecil muore pochi minuti dopo la celebrazione del loro matrimonio.
- Altri interpreti: R.G. Armstrong (Alfred Grimes), Christine Belford (Susan Farragut), Don Dubbins (Dott. Louden), Virginia Hawkins (Jeanette Robbins), John Larch (Gerald Wilson)

## Il testamento
- Titolo originale: The Will
- Diretto da: Gwen Arner
- Scritto da: Eileen e Robert Pollock (soggetto); Kaherine Coker (sceneggiatura)

### Trama
Fallon è totalmente assorbita dal lavoro al La Mirada e contempla ancora l'idea di divorziare da Jeff. Fa poi visita a sua madre per porgerle le sue condoglianze, ma le due donne discutono animatamente. Adam decide di lasciare Denver ma un secondo casuale incontro con Fallon (con la quale comincia a flirtare) gli fa cambiare idea. L'esecutore testamentario di Cecil, Gerard Wilson, invita anche Blake e Krystle alla lettura del testamento. Secondo le disposizioni di Cecil, la Colbyco Oil sarà suddivisa in parti uguali tra Alexis e Jeff. Alexis, in più, eredita anche il compito di distruggere Blake, così come aveva provato a fare Cecil nella figura di Logan Rhinewood, identità finalmente svelata anche al malcapitato Blake. Quest'ultimo accusa la sua prima moglie di essere a conoscenza della doppia identità di Cecil sin dall'inizio. Adam fa un ultimo tentativo per essere riconosciuto come Carrington e si presenta al cospetto di Alexis. Quando il ragazzo mostra alla donna il sonaglio d'argento che il suo bambino scomparso aveva nella culla, la donna lo riconosce come suo figlio.
- Altri interpreti: Bettye Ackerman (Katherine), John Larch (Gerald Wilson), Louise Lewis (Mrs. Charles), Simon MacCorkindale (Billy Dawson)

## Attrazione proibita
- Titolo originale: The Siblings
- Diretto da: Irving J. Moore
- Scritto da: Eileen e Robert Pollock (soggetto); Daniel King Benton (sceneggiatura)

### Trama
Alexis mostra a Blake il sonaglio d'argento appartenuto al loro bambino, ma l'uomo non accetta che Michael sia Adam. Il detective Morgan Hess riferisce ad Alexis che Mark Jennings, il primo marito di Krystle, è insegnante di tennis e vive a New York. Jeff accusa Fallon di dedicare più tempo al restauro de La Mirage (ex La Mirada) che al piccolo Blake. Blake vuole scoprire la verità su Michael una volta per tutte e si reca in Montana con Krystle. Qui scopre, tramite il Dott. Edwards, che la sparizione di suo figlio Adam coincide con l'apparizione di Michael come nipote di Kate Torrance. Scopre inoltre che i genitori di Michael, Doris e David Torrance, sono morti e che nella loro tomba è sepolto anche il loro figlio Michael. A questo punto Blake comincia pian piano a convincersi che Michael sia proprio suo figlio Adam. Quest'ultimo, intanto, continua a flirtare con Fallon, ignorando che ella potrebbe essere sua sorella. Proprio mentre i due si ritrovano a parlare a La Mirage, Alexis dice loro di essere molto felice che i due fratelli abbiano fatto conoscenza. La notizia sconvolge fortemente Fallon. Adam, invece, lascia la sua camera al La Mirage, e si stabilisce da Alexis, sebbene sia ancora intenzionato a lasciare Denver. Blake accetta di incontrare Adam e lo riconosce come suo figlio. Gli offre quindi un posto alla Denver Carrington ma il ragazzo rifiuta, avendo già accettato un posto alla ColbyCo offertogli da sua madre. Alexis si reca a New York per incontrare Mark Jennings.
- Altri interpreti: Hank Brandt (Morgan Hess), Larry Horowitz (Brent), Hedley Mattingly (Mr. Jensen), Robert Symonds (Dott. Jonas Edwards)

## Mark
- Titolo originale: Mark
- Diretto da: Philip Leacock
- Scritto da: Eileen e Robert Pollock (soggetto); Edward DeBlasio (sceneggiatura)

### Trama
Blake cerca di instaurare un rapporto con Adam, ma questi lo respinge. Quando Alexis dice a Mark che il suo matrimonio con Krystle è ancora valido, l'uomo si trasferisce a Denver e cerca di farsi assumere al La Mirage come istruttore di tennis. Fallon si sente subito attratta dall'uomo ma desiste quando scopre che Mark è l'ex-marito di Krystle. Jeff si trasferisce alla ColbyCo, che ha in parte ereditato da suo zio, e trova subito in Adam un nemico. Joseph avverte Blake che sta per lasciare il suo posto da maggiordomo a casa Carrington per trasferirsi in Francia dove sua figlia Kirby risiede. L'uomo è preoccupato perché la ragazza sta vivendo un brutto momento personale. Blake gli consiglia allora di rimanere a Denver e di convincere Kirby a tornare dai Carrington.
- Altri interpreti: John Larch (Gerald Wilson)

## Kirby
- Titolo originale: Kirby
- Diretto da: Irving J. Moore
- Scritto da: Eileen e Robert Pollock (soggetto); Edward DeBlasio (sceneggiatura)

### Trama
Blake deve affrontare un'altra crisi economica, dovuta a delle restrizioni in campo petrolifero stabilite dal governo federale, e chiede aiuto al senatore Neal McVane affinché questi intervenga per annullare le decisioni prese. Intanto, Kirby - che ha appena rotto con il suo fidanzato francese - lascia Parigi e torna a Denver e si trasferisce dai Carrington. Qui re-incontra Jeff dopo tanti anni, e la ragazza gli confida di essere sempre stata innamorata di lui. Alexis continua a tramare contro Krystle. Attira la donna con un pretesto al La Mirage e la fa incontrare con Mark. Krystle non è felice di rivedere il suo ex-marito, e tanto meno è felice del fatto che Fallon lo abbia assunto nel suo albergo. Tra Jeff e Adam c'è ancora molta tensione e quest'ultimo ordisce un piano diabolico per liberarsi del rivale: decide di far ridipingere l'ufficio di Jeff usando una vernice altamente tossica.
- Altri interpreti: Bettye Ackerman (Katherine), Paul Burke (Neal McVane), Virginia Hawkins (Jeanette Robbins), Sally Kemp (Marcia)

## La Mirage
- Titolo originale: La Mirage
- Diretto da: Irving J. Moore
- Scritto da: Eileen e Robert Pollock (soggetto); Henry Stern e Stephen Black (sceneggiatura)

### Trama
Krystle rivela a Blake che Mark, il nuovo istruttore di tennis del La Mirage, è il suo primo marito. Kirby si fa assumere come baby-sitter del piccolo Blake mentre Fallon è occupata con la direzione del suo hotel. Quest'ultima riceve una lettera da Steven spedita da Hong Kong. Alexis chiede ad Adam come mai abbia deciso di far ridipingere l'ufficio di Jeff, visto che non ne aveva bisogno. Il ragazzo le dice che è il suo modo per cercare di far pace con il giovane Colby. Blake, ancora in difficoltà con la sua azienda, cerca di rintracciare in tutti i modi Neal McVane ma non vi riesce. Questi, infatti, è stato circuito da Alexis affinché il suo ex-marito non riesca ad avere l'aiuto sperato. Durante il party di inaugurazione dell'hotel di Fallon, Kirby incontra una vecchia conoscenza, il Conte Pierre de Challonges, ma fa finta di non riconoscerlo; Fallon, ubriaca, bacia Mark; Alexis si ritira in una stanza col senatore McVane, indisponendo Blake; Jeff e Kirby ballano e flirtano per tutto il tempo. Quest'ultimo fatto irrita fortemente Adam tanto da spingerlo ad aggredire la ragazza, ma il tempestivo intervento di Jeff mette Adam a suo posto. Nonostante i tentativi di Alexis, Blake riesce ad ottenere l'aiuto da Neal per affrontare la crisi alla Denver-Carrington. Alexis promette vendetta al senatore. Mark rivela a Krystle che il loro matrimonio è ancora legalmente valido.
- Altri interpreti: Frank M. Benard (Conte Pierre de Challonges), Paul Burke (Neal McVane)

## Indagini ad Acapulco
- Titolo originale: Acapulco
- Diretto da: Philip Leacock
- Scritto da: Eileen e Robert Pollock (soggetto); Leah Markus (sceneggiatura)

### Trama
Blake si reca a Washington con Neal McVane per convincere gli altri senatori del governo a rivedere la loro decisione riguardo alle limitazioni nella produzione del petrolio. Krystle affronta Mark e lo accusa di essere tornato a Denver per ricattarla riguardo al loro matrimonio ancora valido. Mark, dal canto suo, le rivela che lui è giunto a Denver solo dopo essere stato trovato da Alexis. Jeff - che comincia a risentire dei primi effetti dovuti alla vernice tossica usata da Adam per ridipingere il suo ufficio - riceve notizie su Steven: il ragazzo lavoro in un pozzo petrolifero nel Mar di Giava. Mentre Joseph dice a Kirby che non vede di buon occhio la sua relazione con Jeff, Blake torna a Denver e scopre che Krystle è partita frettolosamente per Acapulco. La donna, infatti, si è recata in Messico per sapere tutta la verità sul suo divorzio da Mark: esso effettivamente non è valido. Blake raggiunge la donna, e questa gli rivela tutta la verità. L'uomo la rassicura e le promette che farà il possibile per far annullare il suo primo matrimonio. Rientrato a Denver, Blake cerca di rintracciare Steven per convincerlo a tornare a casa, ma giunge un'inaspettata notizia: il ragazzo è rimasto vittima di un'esplosione al pozzo dove lavorava.
- Altri interpreti: Joey Aresco (Ben Reynolds), Paul Burke (Neal McVane), Henry Darrow (Ramon), Don Reid (Tom)

## Fumi tossici
- Titolo originale: The Locket
- Diretto da: Jerome Courtland
- Scritto da: Eileen e Robert Pollock (soggetto); Dick Nelson (sceneggiatura)

### Trama
Dopo aver saputo che Steven è disperso in seguito all'esplosione del pozzo dove stava lavorando, Blake decide di recarsi a Bali per le ricerche. Alexis, sconvolta dalla notizia, accusa Krystle di essere la responsabile dell'ipotetica morte del ragazzo perché gli ha fatto conoscere Sammy Jo. Alexis decide di accompagnare Blake in Asia. Krystle conferma a Mark che il loro divorzio non è valido ma che vuole risolvere la questione al più presto. Joseph dice a Jeff di non incoraggiare sua figlia Kirby a intraprendere una relazione d'amore con lui. Jeff, sempre più irritabile a causa dei fumi velenosi respirati nel suo ufficio, risponde violentemente al consiglio dell'uomo. Frank, il padre di Sammy Jo, arriva a Denver in cerca di sua figlia, ma Krystle lo accusa di essersi presentato in casa Carrington solo per sapere a quanto ammonta l'eredità di sua figlia in seguito all'eventuale morte di Steven. Intanto, a Bali, Blake e Alexis non riescono ad avere nessuna notizia su loro figlio. Blake decide quindi di recarsi nel Borneo per parlare con un uomo sopravvissuto all'esplosione e dice alla sua ex-moglie di rientrare a Denver, non prima di averla accusata però di essere la causa del ritorno di Mark nella vita di Krystle.
- Altri interpreti: Matt Clark (Frank Dean), John Crawford (Dan Cassidy), Virginia Hawkins (Jeanette Robbins), Wendy Kilbourne (Debbie), Jennifer Wallace (Barbie)

## Ricerca disperata
- Titolo originale: The Search
- Diretto da: Alf Kjellin
- Scritto da: Eileen e Robert Pollock (soggetto); Edward DeBlasio (sceneggiatura)

### Trama
Krystle scopre che Mark ha pagato il padre di Sammy Jo affinché la lasciasse in pace e se ne andasse da Denver, e decide di volergli ridare il denaro. Alexis decide di non rientrare in USA e accompagna Blake nel Borneo. Qui scoprono che Steven non aveva molti rapporti con gli altri operai, a parte un certo Ben Reynolds. Dan Cassidy, a capo delle ricerche, rivela loro che sono stati ritrovati tre corpi e gli unici a mancare all'appello sono proprio Steven e Ben. Jeff è sempre più malato e comincia a soffrire di allucinazioni tanto da scambiare Kirby per Fallon. Quando l'uomo la bacia e la chiama Fallon, la ragazza fugge in lacrime. Sconvolta dall'accaduto, Kirby cede alla corte di Adam e accetta di cenare con lui. L'uomo però, dopo averla fatta ubriacare, la violenta. In Borneo, vengono ritrovati gli indumenti di Steven, e questo induce Dan Cassidy a interrompere le ricerche. Ma Blake non è d'accordo e chiede a un medium di aiutarlo a trovare suo figlio. Krystle è preoccupato per lo stato di salute di Jeff e chiama un dottore.
- Altri interpreti: John Crawford (Dan Cassidy), Joe Horváth (Bartell), Don Reid (Tom), Paul Shenar (Jason Dehner)

## Il ritorno di Samantha
- Titolo originale: Samantha
- Diretto da: Bob Sweeney
- Scritto da: Eileen e Robert Pollock (soggetto); Edward DeBlasio (sceneggiatura)

### Trama
Blake è ormai ossessionato dalle ricerche di Steven, mentre Alexis - convinta che suo figlio sia morto - organizza una veglia funebre in suo onore. Anche Fallon è convinta che suo fratello sia morto e cerca di persuadere anche Blake, ma l'uomo si rifiuta di accettare quella che sembra essere l'unica realtà. Mark si mostra geloso di Blake ma Krystle gli conferma che lei è innamorata di suo marito. Mark accusa quindi Alexis di avergli mentito riguardo al rapporto tra Krystle e Blake e decide di lasciare Denver. Quando Alexis si reca al La Mirage per chiedergli scusa, i due si baciano. Dopo essersi fatto dare i vestiti che Steven indossava durante l'incidente, il medium riesce finalmente a "vedere" il ragazzo. Intanto, Sammy Jo torna a casa Carrington con un bambino, Danny. La ragazza dichiara che è il figlio di Steven.
- Altri interpreti: Ivan Bonar (Reverendo Carlton), Paul Shenar (Jason Dehner)

## Adozione in vendita
- Titolo originale: Danny
- Diretto da: Alf Kjellin
- Scritto da: Eileen e Robert Pollock (soggetto); Dick Nelson (sceneggiatura)

### Trama
Sammy Jo è tornata a Denver ma non ha nessuna intenzione di rimanervi. Il suo temporaneo ritorno è alla base di un piano ben preciso: vuole lasciare Danny a Blake e Krystle in cambio di una cospicua somma di denaro. Blake, invece, le offre centomila dollari affinché sia lei stessa a occuparsene. Ma la ragazza rifiuta l'offerta perché il bambino le impedirebbe di intraprendere la carriera di modella. Alexis, tornata a dirigere la ColbyCo dopo aver superato il lutto per la perdita di Steven (con grande dispiacere di Adam), regala a Mark un prezioso orologio. Quando Fallon bussa alla porta della camera di Mark, l'uomo (a letto con Alexis) non le apre e il fatto insospettisce la ragazza. Alexis è sempre più preoccupata per la salute di Jeff. Prima di lasciare Denver, Sammy Jo chiede a Krystle se sarebbe disposta ad adottare Danny. A Singapore, intanto, un uomo, gravemente ferito e ritrovato in mare aperto, esce dal coma dopo essere stato sottoposto a molteplici interventi chirurgici al volto.
- Altri interpreti: Kieu Chinh (Suor Agnes), James Hong (Dott. Chen Ling), John Larch (Gerald Wilson)

## Pazzia
- Titolo originale: Madness
- Diretto da: Irving J. Moore
- Scritto da: Eileen e Robert Pollock (soggetto); Stephen Kandel (sceneggiatura)

### Trama
Svegliato in piena notte dal pianto del piccolo Blake, Jeff ha una reazione spropositata con Kirby. La ragazza e Krystle sono molto preoccupate per la sua salute. L'uomo diventa aggressivo anche l'indomani quando al La Mirage incontra Fallon e le chiede chi è l'uomo con il quale ha una relazione. Fallon chiede a sua volta a Mark chi è la misteriosa donna che gli ha regalato il suo nuovo costoso orologio. Adam, intanto, continua a tramare contro Jeff. Informa Blake che il giovane Colby ha guardato una videocassetta in cui Blake si intratteneva con Logan Rhinewood. Poi dice a Jeff che Blake sospetta che il filmato sia stato realizzato da lui. Alexis va su tutte le furie quando scopre che Sammy Jo ha proposto a Krystle che Danny, il figlio di Steven, venga adottata da lei e Blake. Il misterioso uomo trovato ferito a Singapore dichiara al suo dottore di chiamarsi Ben Reynolds, ma non viene creduto, in quanto sulla sua cintura vi è una fibbia con la lettera C. Fallon si intrufola nella camera di Mark per cercare di capire qualcosa sulla donna misteriosa, ma viene sorpresa da Jeff. Accecato dalla gelosia, l'uomo la aggredisce e cerca di strangolarla, ma viene salvata da Mark. Scioccata dall'accaduto, la ragazza va da suo padre e gli dice che vuole assolutamente divorziare da Jeff. Alexis, sempre più preoccupata per Jeff, dice ad Adam che vuole mandare il nipote in vacanza e che durante la sua assenza, lei si installerà nel suo ufficio. Adam è costretto a rivelare la verità sullo stato di salute di Jeff. Alexis disapprova il piano diabolico di suo figlio, ma questi le ricorda che Jeff detiene alcune azioni della Denver-Carrington a nome del piccolo Blake e - visto lo stato confusionario in cui il ragazzo si trova - potrebbe cederle a lei. Quando Alexis rifiuta di approfittarsi di Jeff, Adam la minaccia: se non accetta, lui dirà che l'idea della vernice tossica era sua.
- Altri interpreti: Kieu Chinh (Suor Agnes), James Hong (Dott. Chen Ling), Sally Kemp (Marcia), Keith McConnell (Chester Smythe), Mary Linda Phillips (Ellen)

## Paura per Jeff
- Titolo originale: Two Flights to Haiti
- Diretto da: Jerome Courtland
- Scritto da: Eileen e Robert Pollock (soggetto); Edward DeBlasio (sceneggiatura)

### Trama
Alexis respinge le minacce di Adam, ma quest'ultimo le dice che avvelenare Jeff poco a poco era l'unico modo per sconfiggere Blake una volta per tutte. Fallon, intanto, ottiene la firma di Jeff per il divorzio e va a Haiti per accelerare l'iter burocratico. Ormai fortemente disorientato, Jeff accetta di trasferire le azioni della Denver-Carrington in possesso del piccolo Blake alla ColbyCo, e lascia la direzione di quest'ultima ad Alexis. Nonostante colta dai rimorsi, la donna accetta le decisioni del nipote. Avendo scoperto che il suo rivale in amore è Mark, Jeff si reca al La Mirage per affrontarlo, ma viene colto da un malore e urgentemente ricoverato. Quando Alexis viene a sapere dell'accaduto, teme che l'avvelenamento venga a galla. Adam, quindi, le propone di far ridipingere velocemente l'ufficio di Jeff per cancellare ogni prova della "loro" colpevolezza. Kirby decide di accettare la proposta di lavoro di Adam con la ColbyCo come traduttrice.
- Altri interpreti: Ed Couppee (Dott. Braddock), Greg Herman (Bradley), Don Reid (Tom), Ellen Sweeney (Beth)

## Un nuovo volto
- Titolo originale: The Mirror
- Diretto da: Philip Leacock
- Scritto da: Eileen e Robert Pollock (soggetto); Edward DeBlasio (sceneggiatura)

### Trama
Adam fa smontare i pannelli ricoperti di vernice tossica dall'ufficio di Jeff e ordina di bruciarli. Poi si reca in ospedale per cercare di scoprire se i medici sono riusciti a scoprire le cause del malore di Jeff, ma apprende che brancolano nel buio. Jeff, la cui mente è ancora offuscata dai veleni, non riesce a ricordare quali e quanti documenti ha firmato nei giorni precedenti al malore. A Singapore, il ragazzo ferito e curato dal dottor Ling può finalmente vedere il suo volto allo specchio. Mentre Kirby accetta la proposta di lavoro di Adam alla ColbyCo, Alexis mostra a Blake il documento firmato da Jeff in cui si attesta che è lei a detenere le azioni della Denver-Carrington intestate a loro nipote, corrispondenti a più del 50% e lo informa che ha intenzione di convocare un'assemblea straordinaria degli azionisti per farsi votare come presidente della Denver-Carrington. Mentre è intento a parlare con la sua ex-moglie, l'uomo riceve una telefonata dall'ospedale: nel sangue di Jeff sono state trovate strane tracce di neurotossine.
- Altri interpreti: Patti Been (Miss Locke), Kieu Chinh (Suor Agnes), Betty Harford (Hilda Gunnerson), James Hong (Dott. Chen Ling), John Larch (Gerald Wilson), Robert Symonds (Dott. Jonas Edwards)

## Senza esclusione di colpi
- Titolo originale: Battle Lines
- Diretto da: Jerome Courtland
- Scritto da: Eileen e Robert Pollock (soggetto); Dick Nelson (sceneggiatura)

### Trama
Mentre Blake cerca in tutti i modi di estromettere Alexis dalla sua compagnia, Krystle sospetta che la donna si sia approfittata della malattia di Jeff per fargli firmare il documento che la rende azionista maggioritaria della Denver-Carrington. Alexis cerca di mandare Jeff in Svizzera per curarsi, ma Blake si oppone. Nonostante i medici abbiano scoperto una neurotossina nel sangue di Jeff, non sono riusciti a capire quale tipo sia e come l'uomo ne sia rimasto vittima. Gli avvocati di Blake non riescono a impugnare il documento firmato da Jeff. L'uomo cerca allora di convincere i vari azionisti della compagnia ad assentarsi durante l'assemblea straordinaria promossa da Alexis per la votazione. Durante la notte, Kirby si intrufola nel letto di Jeff e, credendolo addormentato, gli confida di essere innamorato di lui. Jeff le chiede di restare e di trascorrere la notte insieme. Fallon e Mark tornano a Denver dopo aver trascorso alcuni giorni a Haiti. Krystle li sorprende mentre i due si baciano per salutarsi. A Singapore, lo sconosciuto curato dal dotto Ling insiste nel dire che il suo nome sia Ben Reynolds. Non fidandosi di lui, il dottor Ling informa Dan Cassidy. Sebbene non riesca a riconoscere in lui Steven Carrington, Cassidy informa Blake della presenza di questo ragazzo a Singapore. Krystle ottiene i documenti firmati da Sammy Jo per l'adozione del piccolo Danny.
- Altri interpreti: Kieu Chinh (Suor Agnes), John Crawford (Dan Cassidy), Kelly Elias (David), Greg Herman (Bradley), James Hong (Dott. Chen Ling), Sally Kemp (Marcia), Edward Winter (Dott. Bowden)

## Finalmente riuniti
- Titolo originale: Reunion in Singapore
- Diretto da: Gwen Arner
- Scritto da: Eileen e Robert Pollock (soggetto); Edward DeBlasio (sceneggiatura)

### Trama
Prima di volare a Singapore per incontrare il misterioso ragazzo trovato da Dan Cassidy, Blake contatta di nuovo il senatore Neal McVane per chiedergli di trovare un modo per evitare la fusione tra la sua compagnia e la ColbyCo. Alexis, a sua volta, chiede al senatore di non prendere le parti di Blake, ma McVane rifiuta. La donna, per vendetta, contatta Morgan Hess e gli ordina di indagare sul passato del senatore. Nonostante il divorzio, Fallon chiede a Jeff di restare amici. Quest'ultimo informa Alexis e Adam che farà di tutto per tornare in possesso delle sue azioni per evitare che Blake venga estromesso dalla Denver-Carrington. Kirby, che aveva accettato di accompagnare Adam a Palm Springs per lavoro, rimane di nuovo vittima dell'uomo, quando questi simula un problema all'auto e convince la ragazza a prendere una camera in un motel. Qui, Adam cerca ancora di violentarla ma l'intervento di Jeff (precedentemente avvertito da Kirby) la mette in salvo. Quando Blake arriva a Singapore, scopre che il misterioso ragazzo ha lasciato l'ospedale. Il caso vuole che i due si ritrovino faccia a faccia fuori dall'edificio. Blake riconosce nel ragazzo Steven, nonostante il suo volto sia profondamente cambiato. Quest'ultimo ammette di essere effettivamente suo figlio ma informa Blake che non vuole più essere un Carrington e che non ha intenzione di tornare a Denver. Blake, a sua volta, lo informa che a casa c'è suo figlio ad attenderlo.
- Altri interpreti: Paul Burke (Neal McVane), Kieu Chinh (Suor Agnes), John Crawford (Dan Cassidy), Virginia Hawkins (Jeanette Robbins), James Hong (Dott. Chen Ling), Robert Parucha (Dean), Don Reid (Tom)

## Di nuovo a casa
- Titolo originale: Fathers and Sons
- Diretto da: Jerome Courtland
- Scritto da: Eileen e Robert Pollock (soggetto); Edward DeBlasio (sceneggiatura)

### Trama
Jeff e Kirby si recano a Reno per sposarsi. Steven, nonostante qualche titubanza sulla sua paternità del piccolo Danny, decide di tornare a Denver dai Carrington, con grande gioia di Krystle e Fallon. Prima di rientrare, però, Blake lo informa dei grandi cambiamenti in seno alla famiglia: gli racconta del suo fratello ritrovato Adam, del divorzio di Fallon e Jeff, del matrimonio (e conseguente vedovanza) di Alexis con Cecil Colby. Nonostante i forti dissapori, Krystle si reca da Alexis e la invita dai Carrington per accogliere Steven. Questi confida a sua sorella che l'unica ragione per la quale è tornato a Denver è Danny. Alexis cerca di convincere suo figlio ad accettare un posto alla ColbyCo, ma il ragazzo non l'ha ancora perdonata per aver pagato Sammy Jo per lasciarlo. La donna, per ripicca, gli rivela che la ragazza ha letteralmente venduto Danny a Blake e Krystle. Il ragazzo decide di volare a New York per rintracciare Sammy Jo e ricominciare una nuova vita con lei e loro figlio.
- Altri interpreti: Claudia Bryar (Doris), Betty Harford (Hilda Gunnerson), Virginia Hawkins (Jeanette Robbins), Greg Herman (Bradley), Sally Kemp (Marcia)

## Padre e figlio
- Titolo originale: The Downstairs Bride
- Diretto da: Philip Leacock
- Scritto da: Eileen e Robert Pollock (soggetto); Dick Nelson (sceneggiatura)

### Trama
Joseph è adirato con sua figlia Kirby per aver sposato Jeff. Quest'ultimo confida a Fallon che, nonostante abbia sposato Kirby, non smetterà mai di amarla. Steven va a New York per convincere Sammy Jo a tornare con lui ma la ragazza rifiuta e gli consiglia di lasciare Danny a Blake e Krystle. Tornato a Denver, invece, il ragazzo comunica a suo padre di volersi occupare di suo figlio, ma Blake si oppone in quanto secondo lui un omosessuale non sarebbe capace di crescere un bambino. Sam Dexter, membro del consiglio di amministrazione della Denver-Carrington, informa Blake che Alexis è riuscita a convincere gli altri membri a partecipare all'assemblea straordinaria per votare a favore o contro la fusione tra la compagnia dei Carrington e quella dei Colby.
- Altri interpreti: Kelly Elias (David), David Hedison (Sam Dexter), Greg Herman (Bradley), John McCook (Fred)

## Voto di fiducia
- Titolo originale: The Vote
- Diretto da: Glynn R. Turman
- Scritto da: Eileen e Robert Pollock (soggetto); Edward DeBlasio (sceneggiatura)

### Trama
Durante l'assemblea straordinaria indetta da Alexis, Blake accusa di tradimento i membri del consiglio di amministrazione della sua compagnia. Alexis, a sua volta, li minaccia dicendo loro che chiunque voterà contro di lei, e contro la fusione della Denver-Carrington con la Colbyco, verrà sostituito. Tutti votano a suo favore, quindi, compreso Blake, pur di mantenere la sua posizione all'interno della sua azienda. Il detective Morgan Hess riferisce ad Alexis quello che ha scoperto sul senatore Neal McVane e una sua relazione con una minorenne. Quando il senatore riesce a bloccare da Washington la fusione, la donna, per vendetta, decide di rendere tutto pubblico. Steven si trasferisce al La Mirage e assume l'avvocato Chris Deegan per divorziare da Sammy Jo. Per poterlo pagare, accetta - con gran dispiacere di Adam - un lavoro presso la Colbyco, offertogli precedentemente da sua mamma. Alexis nota molta complicità tra Fallon e Mark e, per gelosia, riferisce a sua figlia che l'uomo è stato con molte donne - facendosi mantenere da loro - da quando ha divorziato da Krystle.
- Altri interpreti: Hank Brandt (Morgan Hess), Kelly Elias (David), Grant Goodeve (Chris Deegan), David Hedison (Sam Dexter), Greg Herman (Bradley), Charles Knapp (Galloway)

## Cena a sorpresa
- Titolo originale: The Dinner
- Diretto da: Philip Leacock
- Scritto da: Eileen e Robert Pollock (soggetto); Edward DeBlasio (sceneggiatura)

### Trama
Krystle organizza una cena per far riappacificare Blake e Steven. Alexis, irritata dall'idea, fa in modo che Steven non vada, organizzando un'urgente riunione di affari nel Wyoming. Kirby, gelosa del rapporto tra Jeff e Fallon, chiede a suo marito di andare ad abitare insieme lontano da Villa Carrington. Blake informa Alexis di aver acquistato, a titolo personale, il brevetto per l'estrazione del petrolio dagli scisti bituminosi. Le propone di far entrare nell'affare anche la ColbyCo se lei accetta di rivedere i falsi rapporti sulla Denver-Carrington usati durante la votazione per la fusione tra le due società. Steven va a far visita a Claudia nella casa di riposo dove la donna vive da tempo. Alexis cerca di allontanare Mark da Denver e da Fallon offrendogli del denaro. Quando l'uomo rifiuta, la donna attira sua figlia nella stanza di Mark con l'inganno e si fa trovare nuda nel suo letto mentre l'uomo - ignaro del piano -  è sotto la doccia. Kirby ha un leggero mancamento.
- Altri interpreti: Paul Burke (Neal McVane), Betty Harford (Hilda Gunnerson), Greg Herman (Bradley), L. Craig King (Phil), Joanne Linville (Claire Maynard)

## Minacce
- Titolo originale: The Threat
- Diretto da: Bob Sweeney
- Scritto da: Eileen e Robert Pollock (soggetto); Edward DeBlasio (sceneggiatura)

### Trama
La notizia della relazione di Neal McVane con una minorenne viene resa pubblica. L'uomo, che in un primo tempo aveva sospettato di Blake, è quasi certo che dietro al fatto ci sia Alexis. L'avvocato Chris Deegan riferisce a Steven che Sammy Jo ha acconsentito al divorzio, dandogli anche la custodia di Danny. In più, gli confida che anche lui è omosessuale. Steven va dai Carrington e porta suo figlio nel suo nuovo appartamento. Kirby scopre con gioia di essere incinta. Fallon, ancora furiosa sia con Mark che con Alexis, accusa sua madre di aver sempre voluto separare Krystle da Blake, quando in realtà quest'ultima sarebbe stata una madre migliore di lei. A queste parole, Alexis si reca da Krystle e la accusa di aver allontanato Fallon da lei. Al battibecco segue una furibonda colluttazione tra le due donne nel laghetto di Villa Carrington. L'intervento di Blake mette fine alla zuffa. L'uomo riprende violentemente sua moglie e questa, sentitasi umiliata, decide di lasciare la villa e installarsi al La Mirage. Il senatore McVane, oramai distrutto pubblicamente, si reca da Alexis e tenta di strangolarla. Anche in questo caso, l'intervento di Blake mette fine a un drammatico epilogo.
- Altri interpreti: Janet Brandt (Mrs. Gordon), Paul Burke (Neal McVane), Grant Goodeve (Chris Deegan), Sally Kemp (Marcia), Doug Shanklin (Bernard)

## Trappola mortale
- Titolo originale: The Cabin
- Diretto da: Irving J. Moore
- Scritto da: Eileen e Robert Pollock (soggetto); Edward DeBlasio (sceneggiatura)

### Trama
Adam incontra il dottor Edwards al La Mirage ed è molto irritato dalla sua presenza perché è l'unico a sapere dei suoi problemi di droga quando era nel Montana. Anche Fallon scambia qualche parola con il dottore e scopre che il primo caso di cui Adam si era occupato, come avvocato, riguardava un caso di avvelenamento da ossido di mercurio, presente in una pittura murale, che aveva trasformato la vittima in una persona molto violenta. Trovando delle similitudini con quello che è accaduto a Jeff, la ragazza ne parla con il medico che aveva curato il suo ex-marito. Alexis viene minacciata da Morgan Hess, quando la donna si rifiuta di prestargli del denaro, e da Mark, quando si rifiuta di dire la verità a Fallon sul loro rapporto. Anche Joseph, il maggiordomo di Villa Carrington, precedentemente ricattato da Alexis riguardo al matrimonio di sua figlia con Jeff, minaccia la donna, quando questa gli dice che è pronta a rivelare a Kirby tutta la verità su sua madre. La ragazza, intanto, scopre di essere incinta di tre mesi e che di conseguenza il padre del bambino non è Jeff ma Adam. Blake decide di voler donare a suo nipote Danny alcune azioni della Denver-Carrington e si reca da Steven. Al suo arrivo, scopre che Chris Deegan abita con suo figlio e dà per scontato che i due abbiano una relazione. L'uomo va su tutte le furie e decide di portare Steven in tribunale per ottenere la custodia del piccolo Danny. Alexis intanto attira Krystle con l'inganno in un cottage con la scusa di volerle parlare di Steven e Blake. In realtà, la donna vuole offrirle del denaro per spingerla a lasciare Blake e Denver definitivamente. Durante la discussione, qualcuno le chiude dentro e dà fuoco al cottage.
- Altri interpreti: Hank Brandt (Morgan Hess), Paul Burke (Neal McVane), Don Eitner (Dott. Richard Winfield), Grant Goodeve (Chris Deegan), Sally Kemp (Marcia), Peter Mark Richman (Andrew Laird), Robert Symonds (Dott. Jonas Edwards), Edward Winter (Dott. Curtis Robinson)